# Mr. Saxobeat

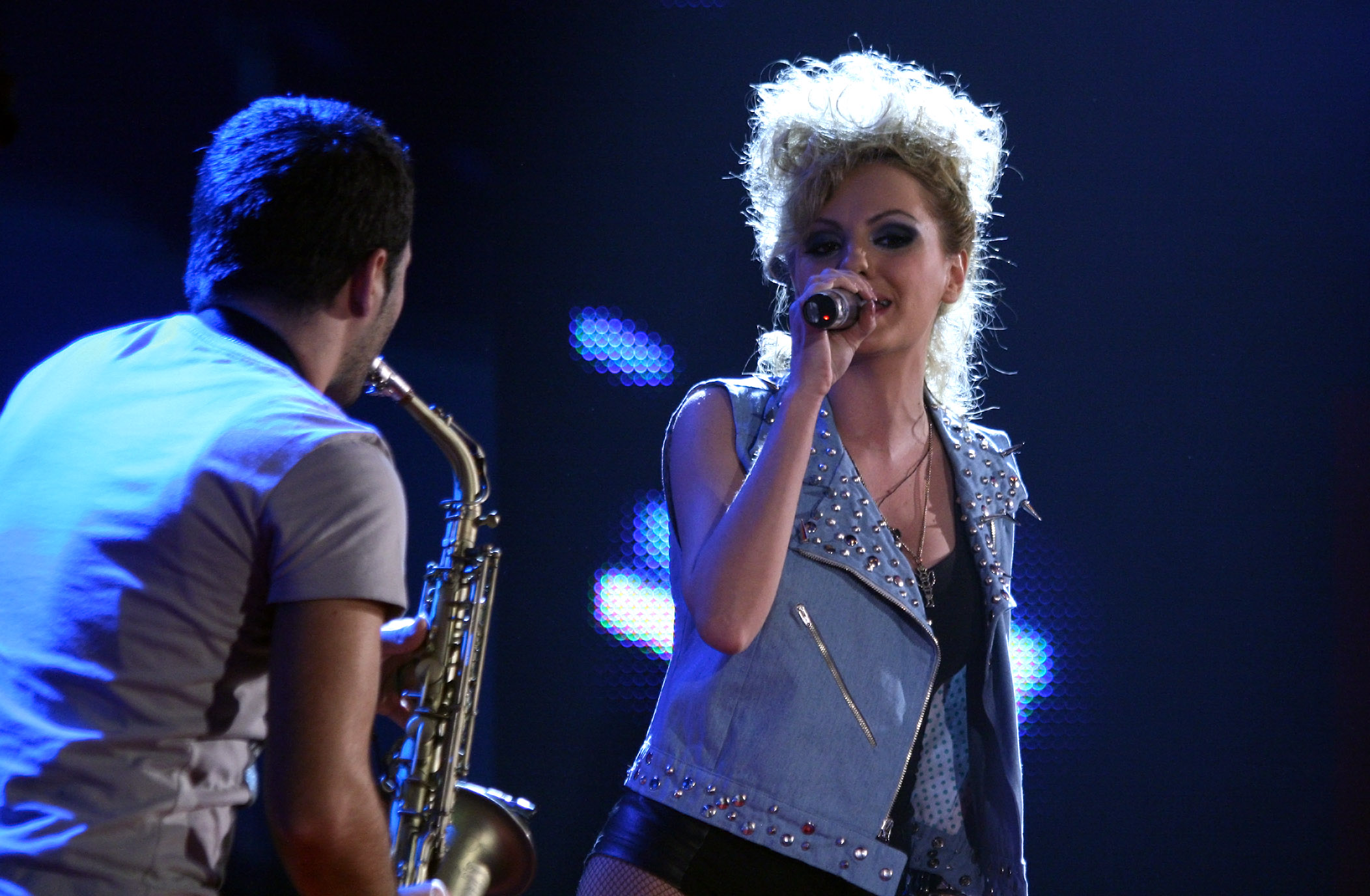
Alexandra Stan singt Mr. Saxobeat live (2011)

Mr. Saxobeat ist ein Lied der rumänischen Sängerin Alexandra Stan. Das Lied stammt aus ihrem Album Saxobeats. In ihrer Heimat Rumänien wurde das Lied ein Nummer-eins-Hit und stand acht Wochen lang ununterbrochen auf Platz eins. In Deutschland war es die erste Produktion aus Rumänien, welche in den offiziellen deutschen Singlecharts die Spitzenposition erreichen konnte. Andrei Nemirschi und Marcel Prodan schrieben das Lied, produziert wurde es von Prodan allein.

## Beschreibung
Mr. Saxobeat ist ein Up-tempo-Eurodance-Titel mit Elementen von House, Elektropop und Balkan-Pop. Das Lied wird von Saxophon-Klängen und Trance-Beats gekennzeichnet.
Inhaltlich handelt das Lied von einer Frau, die von einem Mann, dem Mr. Saxobeat, zum Tanzen gebracht wird und seiner Ausstrahlung erliegt.

## Musikvideo
Das Musikvideo zu Mr. Saxobeat wurde im Oktober 2010 in den MediaPro Studios gedreht. Ein offizielles Making-of des Videodrehs hatte Anfang November 2010 auf den rumänischen Musiksender 1Music Channel Premiere.
Das eigentliche Musikvideo zum Lied wurde am 15. November 2010 veröffentlicht. Das Musikvideo zeigt, wie Stan verhaftet wird und vor der Polizei aussagen muss. Dann kommt sie ins Gefängnis, flieht aber später.
Das Video beginnt mit Szenen, die zeigen, wie die Polizisten Stan mit Handschellen in das Polizeirevier führen. Da die Befragung aber keinen Erfolg bringt, führen die Polizisten Stan und eine Freundin in eine Gefängniszelle. Sie verführt einen Polizisten und kommt an dessen Waffe. Mit der Waffe gelingt es Stan und ihren Freundinnen zu entkommen, und der Polizist wird in die Zelle eingesperrt. Während ihrer Flucht gelangen sie in einen Kleiderraum, wo sie sich als Polizistinnen verkleiden. Anschließend verlassen sie den Raum und bedrohen mit ihren Waffen andere Polizisten und den Polizeichef. Am Ende verlassen alle drei unbeschadet das Polizeirevier, und das Musikvideo endet.

## Liveauftritte
Stan sang das Lied bei der New Year’s Eve L!ve Revolution in Rumänien am 31. Dezember 2010, zusammen mit ihren vorherigen Hit Lollipop. Ihr Auftritt wurde von MTV gelobt, sie bezeichneten Stan als den besten Performer dieses Events. Sie sang das Lied auch während ihrer Promotour in Kanada, Frankreich und Spanien.
| Land (2010/11) | Datum             |
| -------------- | ----------------- |
| Rumänien       | 31. Dezember 2010 |
| Frankreich     | 14. Februar 2011  |
| Kanada         | 10. April 2011    |

## Veröffentlichung
Mr. Saxobeat erschien ursprünglich im Dezember 2010 in Rumänien, bevor es im Jahre 2011 weltweit herausgebracht wurde. In Deutschland wurde im Dezember des Jahres 2011 ein Re-Release in Form einer Doppel-Single mit dem Titel Get Back veröffentlicht. Zudem wurde weltweit eine Remix-EP veröffentlicht, woraus insbesondere der Remix des Michael Mind Project heraussticht, da dieser neue Vocals enthält, die vom Rapper Carlprit eingesungen wurden. Durch diesen Mix wurde Stan zu einem eigenen Song (One Million) mit Carlprit inspiriert.

## Kommerzieller Erfolg

### Chartplatzierungen
Der Titel war nicht nur in Rumänien sehr erfolgreich, auch in anderen Ländern erreichte er hohe Chartplatzierungen. In Spanien erreichte das Lied Platz 3 und in Frankreich debütierte das Lied auf Platz 6. In Tschechien erreichte das Lied Platz 9, in der Slowakei Platz 4, in Griechenland Platz 6, in Belgien Platz 2 (Wallonie) bzw. 5 (Flandern) in Deutschland, Österreich, der Schweiz, Dänemark und Italien Platz 1 sowie in den skandinavischen Ländern Schweden 3 und Finnland und Norwegen Platz 2. In den britischen Singlecharts stieg der Titel auf Platz 3.
Außerhalb Europas erreichte Mr. Saxobeat in Kanada Platz 25. In Australien kletterte der Song auf Platz 19, in Neuseeland auf Platz 4. In den USA wurde das Lied im Frühjahr 2011 zwar auch veröffentlicht, aber schaffte es mit nur 20.000 verkauften Einheiten anfangs nicht in die offiziellen Billboard Hot 100. Doch am 30. Juli 2011 schaffte der Titel doch den Sprung in die Hot 100 und debütierte auf Platz 92, damit ist Alexandra Stan die erste rumänische Sängerin in der Geschichte, die es in die US-Charts schaffte.
In vielen weiteren Ländern, wie Polen, Ungarn, Russland, Schottland und Luxemburg erreichte das Lied die Top 10 der Charts.
| ChartsChartplatzierungen       | Höchstplatzierung | Wochen |
| ------------------------------ | ----------------- | ------ |
| Deutschland (GfK)              | 1 (41 Wo.)        | 41     |
| Österreich (Ö3)                | 1 (33 Wo.)        | 33     |
| Schweiz (IFPI)                 | 1 (47 Wo.)        | 47     |
| Vereinigte Staaten (Billboard) | 21 (20 Wo.)       | 20     |
| Vereinigtes Königreich (OCC)   | 3 (28 Wo.)        | 28     |

| ChartsJahrescharts (2011)    | Platzierung |
| ---------------------------- | ----------- |
| Deutschland (GfK)            | 2           |
| Österreich (Ö3)              | 2           |
| Schweiz (IFPI)               | 3           |
| Vereinigtes Königreich (OCC) | 22          |

### Auszeichnungen für Musikverkäufe
| Land/Region                  | Auszeichnungen für Musikverkäufe (Land/Region, Auszeichnung, Verkäufe) | Verkäufe  |
| ---------------------------- | ---------------------------------------------------------------------- | --------- |
| Australien (ARIA)            | 2× Platin                                                              | 140.000   |
| Belgien (BRMA)               | Gold                                                                   | 15.000    |
| Dänemark (IFPI)              | Platin                                                                 | 30.000    |
| Deutschland (BVMI)           | 5× Gold                                                                | 750.000   |
| Finnland (IFPI)              | Gold                                                                   | 7.175     |
| Frankreich (SNEP)            | —                                                                      | 103.200   |
| Italien (FIMI)               | 4× Platin                                                              | 120.000   |
| Japan (RIAJ)                 | Platin                                                                 | 250.000   |
| Kanada (MC)                  | Platin                                                                 | 80.000    |
| Neuseeland (RMNZ)            | Gold                                                                   | 7.500     |
| Österreich (IFPI)            | Platin                                                                 | 30.000    |
| Russland (NFPF)              | 3× Platin                                                              | 600.000   |
| Schweden (IFPI)              | 4× Platin                                                              | 160.000   |
| Schweiz (IFPI)               | 2× Platin                                                              | 60.000    |
| Spanien (Promusicae)         | Gold                                                                   | 20.000    |
| Vereinigte Staaten (RIAA)    | Platin                                                                 | 1.000.000 |
| Vereinigtes Königreich (BPI) | 2× Platin                                                              | 1.200.000 |
| Insgesamt                    | 5× Gold · 24× Platin ·                                                 | 4.572.875 |

### Auszeichnungen für Musikstreaming
| Land/Region     | Auszeichnungen für Musikverkäufe (Land/Region, Auszeichnung, Verkäufe) | Verkäufe |
| --------------- | ---------------------------------------------------------------------- | -------- |
| Dänemark (IFPI) | Gold                                                                   | 50.000   |
| Insgesamt       | 1× Gold ·                                                              | 50.000   |